# Consell d'Afers Generals de la Unió Europea
El Consell d'Afers Generals és una de les formacions internes en què es constitueix el Consell de la Unió Europea. El Consell d'Assumptes Generals és l'encarregat de vetllar per la coherència dels treballs de les altres formacions del Consell; prepara les reunions del Consell Europeu i garanteix la seva actuació subsegüent, en contacte amb el President del Consell Europeu i amb la Comissió; és el responsable de la coordinació general de les polítiques comunitàries entre si, de les qüestions institucionals i administratives de la institució, i dels expedients horitzontals que afectin a diverses polítiques de la Unió. També entén d'aquelles qüestions que no disposin de formació específica adequada per al seu despatx.
Les trobades reuneixen als ministres d'assumptes europeus o d'afers exteriors dels Estats de la Unió i a un representant de la Comissió Europea, generalment el comissari concernit, segons l'ordre del dia o, en defecte d'això, el Vicepresident per a Relacions Institucionals i Administració, en l'actualitat l'eslovac Maroš Šefčovič. També vas agafar a les seves reunions el Secretari General del Consell. La presidència del Consell d'Assumptes Generals és exercida conjuntament pel trio de països que ostenta en aquest moment la presidència rotatòria del Consell de la Unió, però les seves sessions són dirigides pel ministre representant de l'Estat membre de la terna al que correspongui en cada semestre.
El Consell d'Assumptes Generals pot adoptar actes legislatius en aquest àmbit, bé d'acord amb el procediment legislatiu ordinari, per majoria qualificada en codecisió amb el Parlament Europeu, bé mitjançant un procediment legislatiu especial. També pot assignar o retornar a altres formacions del Consell proposades legislatives si les considera competents.
Fins l'entrada en vigor, l'1 de desembre de 2009, del Tractat de Lisboa, aquesta formació va estar integrada en l'anterior Consell d'Assumptes Generals i Relacions Exteriors, que des de llavors ha quedat separat en dues formacions diferents: el Consell d'Aferss Generals i el Consell d'Afers exteriors.
Les seves reunions se celebren una vegada al mes a la seu del Consell a Brussel·les o a Luxemburg.